# 脊髄損傷
脊髄損傷（せきずいそんしょう、英語: Spinal Cord Injury）は、主として脊柱に強い外力が加えられることにより脊椎を損壊し、脊髄に損傷をうける病態である。また、脊髄腫瘍やヘルニアなど内的原因によっても類似の障害が発生する。略して脊損（せきそん）とも呼ばれる。
脊髄を含む中枢神経系は末梢神経と異なり、一度損傷すると修復・再生されることは無い。現代の医学でも、これを回復させる決定的治療法は未だ存在しない。

## 一般的症状
損傷の度合いにより、「完全型」と「不完全型」に分かれる。「完全型」は脊髄が横断的に離断し、神経伝達機能が完全に絶たれた状態であり、「不完全型」の場合は脊髄の一部が損傷、圧迫などを受け、一部機能が残存するものを指す。
完全型の場合、損傷部位以下は上位中枢からの支配を失い、脳からの運動命令は届かず運動機能が失われる。また、上位中枢へ感覚情報を送ることもできなくなるため、感覚知覚機能も失われる。つまり「動かない、感じない」という状態に陥ることになる（麻痺）。しかし全く何も感じないわけではなく、受傷部位には疼痛が残ることが多い。また、実際には足が伸びているのに曲がっているように感じられるとか、痺れなどの異常知覚、あるいは肢体切断の場合と同様、麻痺野で本来感じないはずの痛み（幻肢痛、ファントムペイン）を感じることもある。
受傷後、時間が経過して慢性期に入ると、今度は動かせないはずの筋肉が本人の意思とは関係なく突然強張ったり、痙攣を起こすことがあり、これを痙性または痙縮と呼ぶ。
感覚、運動だけではなく自律神経系も同時に損なわれる。麻痺野においては代謝が不活発となるため、外傷などは治りにくくなる。また、汗をかく、鳥肌を立てる、血管を収縮/拡張させるといった自律神経系の調節も機能しなくなる為、体温調節が困難となる。
かつては脊髄損傷患者の寿命は健常者に対し、大幅に短縮されるというのが通説であったが、現在では医療技術の発展に伴い、およそ5%程度短いだけの平均寿命となっている。その分脊髄損傷患者の生活を改善する必要性が増していることになる。
重症度の指標として、国際的に最も使用されているのは、米国脊椎損傷協会（ASIA: American Spinal Injury Association）の機能障害スケール（Impairment Scale）で、略してAISと呼ばれている。最も重いAから正常のEの5段階に分けられている。

AISによる重症度分類

```
A（完全）：仙髄領域（S4～S5）に知覚または運動機能が残存していない。

B（不全）：仙髄領域（S4～S5）を含む神経学的損傷レベルより下位に知覚は残存しているが、運動機能は残存していない。

C（不全）：神経学的損傷レベルより下位に運動機能は残存しているが、Key muscleの半数以上がMMT3未満である。

D（不全）：神経学的損傷レベルより下位に運動機能は残存し、Key muscleの半数以上がMMT3以上である。

E（正常）：知覚・運動機能は正常である。
```

## 損傷部位と障害

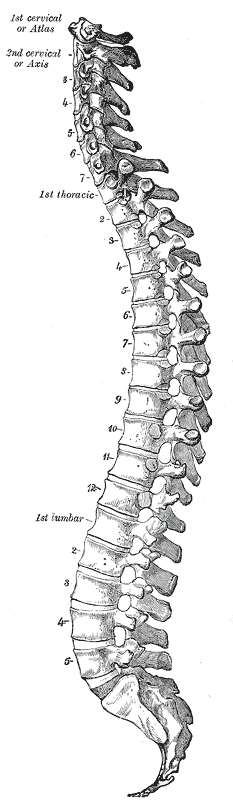
ヒトの脊椎

ヒトの脊柱は上から順に頸椎 (C1-7)、胸椎 (Th1-12)、腰椎 (L1-5)、仙椎 (S1-5)、尾椎 (1) に分けられる。損傷箇所が上に行くほど、障害レベルは高くなる。他者に障害の度合いを説明する際、「C5の完全型」「Th12の不完全型」等と表現することで、障害レベルをある程度伝えることが出来る、
仙骨以下では排泄、勃起などの機能に支障をきたし、下部胸椎から腰椎では両下肢が麻痺し、車椅子の生活を強いられる。排泄が自力では困難となることは本人のみならず家族など介護者にとっては大きな負担となる。上部胸椎では腹筋背筋が効かなくなるため体幹の保持が困難となる。さらに頸髄を高い位置で損傷すると手指だけでなく呼吸筋まで麻痺し、人工呼吸器なしには生きられなくなる（以上全て完全型の場合）。
神経診断学の知識を用いればある程度は損傷の部位を想定することができる。C3は横隔神経を支配するのでこの部位が障害されると自発呼吸ができなくなり人工呼吸器を用いなければならない。呼吸中枢は脳幹にあると考えられているので眼球頭振反射が陰性の場合は同様に危険な状態である。C5は上腕二頭筋を支配するので、これが障害されると自力で肘が曲がらなくなる。C6は手首を背屈させる、C7は手首を屈曲させ、上腕三頭筋を支配する。C8は指を曲げることに関与し、Th1は指を開いたり閉じたりする運動に関与する。それより下は運動神経ではなく感覚神経で評価する。Th4は乳首周辺の感覚に関与し、Th7は剣状突起周辺の感覚に関与する。臍部がTh10であり鼠径部がTh12である。
頸髄損傷はC6あたりで起こることが頻度としては多く、C5が麻痺していないため上腕二頭筋は収縮ができるがC7より上位の損傷の場合は麻痺しているため上腕三頭筋が収縮できず肘を自力で伸ばすことができない。

## 受傷原因
現在日本には10万人以上の脊損者がおり、毎年5000人以上があらたに脊髄損傷を負っている。1990 - 1992年の調査によると、受傷原因の割合は次の通りである。
1. 交通事故 (43.7%)
2. 高所からの落下 (28.9%)
3. 転倒 (12.9%)
4. 打撲・下敷き (5.5%)
5. スポーツ (5.4%)
6. その他 (3.6%)

近年はスノーボードなどあらたな受傷原因となるものも出てきており、構成は変化しているものと思われる。事故の防止、万一事故にあった際の身体の保護の重要性が増している。
特に、交通事故によるものでは、オートバイ乗車中の事故を見過ごすことができない。件数自体は四輪車によるものより少ないが、オートバイ人口自体が圧倒的に少ないので、率としては高くなる。統計及び防護策についてはオートバイ#オートバイの事故、ヘルメット (オートバイ)参照。
また2005年の福知山線脱線事故による脊髄損傷者は20人以上にのぼるとみられている。

## 脊髄損傷の管理
頭部外傷で脳圧が高まっている場合は首を屈曲するとそれだけで脳が頭蓋骨から引き出されるので脳ヘルニアが一気に悪化する。頸髄損傷の場合は首を屈曲するとさらに障害を広げるのは当たり前である。そういった意味で、多発外傷や鎖骨より上部の損傷がある場合は頸髄損傷があるものと考え頸部を中間位で固定しネックカラーを装着する。脳浮腫が起こっている場合は急速輸液を行うと脳浮腫を助長するため禁忌である。脳圧降下剤を使うべきである。
脊髄損傷が起きると神経原性ショックが起こり、血圧が下がり徐脈傾向となる。損傷したレベルより下の神経が完全麻痺するからである。ショックの時点では患者が将来完全麻痺となるのかは全く予測ができない。ショックから離脱した時点で不完全麻痺であったら回復する可能性がある。ショックは基本的には24時間から48時間以内に離脱すると言われているが損傷部位や症状によって差異が大きい。48時間経過しても完全麻痺であれば、それは永続的な麻痺となるとは限らない。脊髄浮腫の程度と期間によっても左右される。不完全麻痺になれば大抵は4時間以内に回復することが多い。ショックから離脱したかどうか判定するには球海綿体反射を用いることが多い。指を肛門にいれて亀頭または陰核を圧迫すると肛門が絞まる。これを球海綿体反射陽性といい、ショックから離脱した時の所見である。

## リハビリテーション
受傷後、急性期を過ぎたらなるべく早くリハビリテーションを行うことが望ましい。
ICU（集中治療室）から一般病棟に移ったら、時機を見て少しずつベッドのリクライニング角度を上げていく（ギャッジアップ）。長時間仰臥していたことにより、血圧が低下しており、急に起こすと脳貧血を起こす。次に車椅子に移る訓練になり、脳貧血を起こさないようになればPT（理学療法）、手の機能に障害がある場合はOT（作業療法）といったリハビリに移る。
脊髄損傷のリハビリテーションとは失われた機能を回復させることではない。神経が再生しない以上、それは不可能だからである。リハビリの目的は、車椅子の操作などに習熟し、残された機能を最大限に使う訓練をすることである。

## 合併症
脊髄損傷による麻痺以外に、様々な別の身体的リスクが発生する。その中でも「二大合併症」といわれるのが褥創と尿路感染症である。

### 褥創
褥創（じょくそう）はよく「床ずれ」と言い換えられることがあるが、実際にはそのような生易しいものではなく、血流障害による皮膚の壊死である。
通常、長時間同じ姿勢で座っていたり横になっていると、接地面の血流が不足し、しびれるので無意識的に座位を変えたり寝返りを打ったりしているものである。ところが脊髄損傷によって感覚を失っているとそれが知覚できず、圧迫された部位が血行不良となって組織を冒してしまう。筋肉を自力で動かせないことによって肉が落ち（廃用性萎縮）、出っ張った骨が薄い皮膚を圧迫することもこれを助長する。最初は皮膚が赤らむ程度から、最も重篤な場合には真皮を突き抜けて脂肪層までえぐられるように壊死を起こすこともある。上述のように皮膚再生能力も落ちている為、こうなると数ヶ月に及び入院が必要となることも珍しくない。もっとも多い発症部位は仙骨部の突出部で、ついでくるぶし、背中などである。これを防ぐには、定期的に体を持ち上げたり（プッシュアップ）、頻繁に体位を交換する（自力で出来ない場合は介助が必要となる）しかない。

### 尿路感染症
尿路感染症とは、尿道から有害細菌が侵入することによって引き起こされる様々な障害のことである。
多くの脊損者は自力で排尿できない為、カテーテル等を使って導尿を行う。このとき、カテーテルを介して雑菌が尿道、膀胱に入り、炎症や敗血症の原因となるのである。女性の場合は尿道口と肛門の距離が近く、尿道の長さも男性より短い為、リスクはより高くなる。排尿時には手指や器具の清潔を徹底し、尿が濁ったり発熱があったりした場合は速やかに医師の診察をうける必要がある。
近年ではバルーンカテーテルを入れたままにして外部からの雑菌が入らないようにする処置が主流のようである。

## 治療に向けての研究
破壊された脊髄を再生し、再び機能を取り戻すことは全世界の脊損者の願いであり、様々な分野で研究が進められている。

### 受傷直後
米国では2012年に、受傷後24時間以内に除圧手術をすることで、それ以後に手術をした場合に比べて、AISが2グレード以上改善する率が2.8倍になると報告され、それ以後受傷後早期の除圧手術で運動機能が改善するという報告が多数なされてきた。また脊椎外科治療の向上を目指す国際的な団体であるAOSPINEでは、2017年に急性脊髄損傷の治療ガイドラインを公開し、受傷後24時間以内の除圧手術を推奨している。
日本では2021年に群馬大学・東京大学を中心とした全国43施設での共同研究で、国際的にも最大規模のランダム化試験により、非骨傷性頚髄損傷に対する早期手術の有効性の調査が行われた。その結果、24時間以内の早期手術が、待機的におこなう受傷2週以降の手術に比べ、手足に生じた麻痺の回復を早めることがわかった。また非骨傷性脊髄損傷の高齢者に特化した2022年研究報告によれば、従来予後が悪いとされてきた高齢者の非骨傷性脊髄損傷にも、受傷後早期の除圧手術が有効である可能性が示された。
かつて脊髄損傷の治療法がないとされていた1990年に、米国において、受傷直後、48時間～72時間以内であれば、大量にステロイド剤を投与することによって後遺障害を抑える効果があるという報告がなされた。しかし確実性に疑問があり、副作用についても確認がなされていないこと、比較的若年の、再生力の強い患者以外には効果が薄いといわれている事、またこの方法は、日本はもとより米国においても州によっては認可されておらず、現在は一般的な治療法ではなくなっている。
2005年7月には関西医科大学において、やはり受傷直後の患者に対し、自分の骨髄液を培養して脊髄に注入し、幹細胞の増殖を促すという方法の研究を進める計画が報じられた。
研究段階ではあるが2009年7月に米国科学アカデミー紀要に掲載された研究論文によると食品添加物の青色1号の一種であるブリリアントブルーGを脊髄損傷したラットに投与すると回復が見られたとされる。損傷後4時間以内に投与すれば二次障害の炎症を抑えて永久的な麻痺を回避できる可能性があり研究が進められている。
2014年6月16日、慶応大学などのグループが事故などで脊髄を損傷して78時間以内に、肝細胞増殖因子（HFG）を投与し、重度まひなどの改善を目指す臨床試験を始めると発表。有効性が確認されれば、日本国内で年間5000人と言われる新たな脊髄損傷患者の約8割に改善が期待できるとしている。2020年7月からAIS grade Aのみを対象とした第3相試験を開始し、現在進行中である。

### 再生医療
現在最も有望視されているのが、骨髄や神経の幹細胞を用いた神経再生の試みである。動物実験では部分的な効果が報告されているが、人体に応用し治療に役立つには未だ基礎研究の段階であり、研究の強力な推進が望まれている。主として人工多能性幹細胞、胚性幹細胞、肝細胞増殖因子の使用が研究されているが、クリアすべき課題も多い。例として、人工多能性幹細胞を用いた場合、免疫反応は回避できると考えられるものの、腫瘍となる可能性が指摘されている。また、胚性幹細胞については、免疫反応や腫瘍化の問題に加え、倫理面での問題が指摘されている。肝細胞増殖因子の場合は、腫瘍化はしないとされているが、脊髄損傷直後でないと治療効果が発現しにくいとされている。
2005年現在、唯一臨床治療として行われているのが、中国の北京首都医科大学において、鼻粘膜細胞(OEG)を注入することで脊髄の再生を図るというものである。しかし同大からは長期にわたる治療効果の検証において、世界の研究者を納得させるデータの提出が無く、激しい疼痛やOEGの入手先（中絶胎児から採取）など問題が多数あり、日本せきずい基金では「現段階で推奨できる治療法ではない」としている。
2010年10月、アメリカのジェロン社が脊髄損傷の患者4人に対しES細胞を使用した臨床試験を開始したが、2011年11月に撤退を発表している。
2014年3月6日、慶應大学の中村雅也准教授らのグループが京都市で開かれた日本再生医療学会で、脊髄損傷の患者に対するiPS細胞の臨床研究を2017年度に始める計画を発表。対象は、事故から2～4週間後で、患部の炎症が収まり傷口が固まり始める前の患者となる。
いずれにせよ、受傷後時間を経た慢性期の患者については、機械のように「切れたワイヤハーネスを繋ぎ直す」というような簡単なものではなく、「切れたところから再び神経を生やす」ということになるため、仮に神経再生が可能となったとしても、正常な位置に正常な神経が到達できるかは未知数である。
2018年11月13日、慶応大学の岡野栄之（生理学）と中村雅也（整形外科）らのグループが計画する脊髄損傷の患者にiPS細胞から作成した神経前駆細胞を移植し、機能改善を試みる世界初の臨床研究計画について、同大学の審査委員会は、実施を大筋で認めた。計画では、脊髄を損傷し感覚が完全に麻痺した18歳以上で、損傷から2～4週間経過した患者4人に対し、京都大学iPS細胞研究所に備蓄するiPS細胞から分化させた、神経前駆細胞を1人当たり約200万個作って損傷した部位に移植。他人由来の細胞移植となるため免疫抑制剤も投与し、リハビリも行う。その後1年かけて有効性や安全性を確認する。試験は2019年に実施予定。
2018年11月22日、厚生労働省の再生医療製品を審議する部会がニプロと札幌医科大学が開発した脊髄を損傷した患者の骨髄液から「間葉系幹細胞」を採取し、点滴で戻す「ステミラック注」の製造を承認した。治療の対象は自力で歩けないなど比較的重症の患者で、損傷から1カ月以内に骨髄を採取し、失われた感覚や運動機能の改善が期待されるとされる。
2019年2月20日開催の、中央社会保険医療協議会総会で、ヒト細胞加工製品（ヒト体性幹細胞加工製品）として「ステミラック注」の2019年2月26日付けで薬価基準収載が決定した。対象は、外傷性脊髄損傷で、ASIA機能障害尺度がA、B、又はCの患者に限られる。収載された薬価は、1回分14,957,755円である。受注開始は2019年4月で、供給当初においては、札幌医科大学附属病院のみへの提供となる。2022年3月、札幌医科大学整形外科教授が、「現在までに70例以上の脊髄損傷症例に対しステミラック投与を行い、比較的良好な機能回復が得られている」とコメントをだした。
2023年10月16日、慶應義塾大学医学部は「脊髄損傷に対するヒトiPS由来細胞移植を用いた2期的治療法の開発に成功－肝細胞増殖因子前投与によるヒトiPS由来細胞移植療法の治療効果促進－」と発表した。

### 運動機能の回復
厳密には「治療」ではないが、失われた運動機能を補助する研究が二方面から行われている。
ひとつは「外骨格」のように体にフレームを取り付け、歩行を可能にしようというもので、いわばパワードスーツに相当するものである。埼玉県所沢市の国立障害者リハビリテーションセンターや、藤田保健衛生大学のWPAL(Wearable Power-Assist Locomotor)など各所で研究が続けられているが、ロボット工学の発達により今後の成果が期待される分野である。
もうひとつは体内に電極を埋め込み、体外に接続されたコントローラーから神経に直接電気刺激を与え、本来の筋肉を動かそうというものである。既にフランスなどで実験的な施術例がある。しかしまだ極めてギクシャクとした動きしか出来ず、また長く使用しているうちに筋肉が発達してくることによりコントローラーのプログラミングを頻繁に調整しなくてはならないなど、完全な実用化への道のりはまだ遠いようである。